# Santiago Tepeyahualco
Santiago Tepeyahualco es una localidad de México localizada en el municipio de Zempoala en el estado de Hidalgo. 

## Toponimia
Tepeyahualco significa "Lugar del cerro redondo", de las raíces náhuatl tepetl, cerro, yahualli, cosa redonda, y -co, locativo.

## Historia
Si bien no es posible datar la fecha de fundación de la comunidad, sus orígenes se remontan a la época prehispánica, perteneciendo al señorío de Zempoala, que rendía tributo al señorío de Acolhuacán; tras la caída del mismo durante la conquista, la población recibe evangelización de la orden franciscana, erigiéndose a mediados del siglo XVI un pequeño templo que a pesar de haber sufrido notables modificaciones denota las características constructivas típicas de la época, el cual es dedicado a Santiago Apóstol.
En el año de 1519, un principal indígena de nombre Atonaletzin, pariente de Moctezuma y radicado en Tepeyahualco, junto con otro indígena de nombre Tlamapanatzin, se reunieron con Hernán Cortés a su desembarco para mostrarle una serie de pinturas que mostraban la supuesta profecía del regreso de su dios Quetzalcoatl, haciendo también una relación de la historia de México probablemente para mostrarles el estado que guardaba el imperio mexica a la llegada de los españoles que fueron tomados como dioses. Ambos indígenas serían parte importante en la conquista de México, pues se encargaron de dirigir a Hernán Cortés  en su travesía hasta Tenochtitlan. En 1527 por el servicio prestado al ejército español y como recompensa, Francisco Moctezuma Atonaletzin (Bautizado de esta manera), recibe como merced de tierras parte lo que ahora corresponde a la exhacienda de Amiltepec, Santa Inés y Tepeyahualco.
El Acueducto del padre Tembleque, la construcción de tan importante sección llevó a Francisco de Tembleque y cerca de 400 indígenas de Otumba poco más de 5 años, llevándose a cabo entre 1558 y 1563.

## Geografía
Se encuentra en la región geográfica de los llanos de Apan (Altiplanicie pulquera), le corresponden las coordenadas geográficas 19° 50’ 49.446” de latitud norte y 98° 40’ 14.902” de longitud oeste, con una altitud de 2447 m s. n. m. En cuanto a fisiografía se encuentra en la provincia del Eje Neovolcánico, dentro de la subprovincia de Lagos y Volcanes de Anáhuac; su terreno es de lomerio. En lo que respecta a la hidrografía se encuentra posicionado en la región del Pánuco, dentro de la cuenca del río Moctezuma, y dentro de las subcuenca del río Tezontepec. Cuenta con un clima semiseco templado.

## Demografía
En 2020 registró una población de 2514 personas, lo que corresponde al 4.34 % de la población municipal. De los cuales 1209 son hombres y 1305 son mujeres.
| Gráfica de evolución demográfica de Santiago Tepeyahualco entre 1900 y 2020 |
|                                                                             |
| Población registrada por los censos y conteos del INEGI.                    |

## Cultura
El pueblo celebra a Santiago Apóstol como el santo patrono de la comunidad, ostentando el nombre desde mediados del siglo XVI, realizándose las festividades cada 25 de julio con una tradicional expo-feria textil originada a finales del siglo XX.
La Arquería Mayor del Acueducto del padre Tembleque se encuentra cerca de la localidad tiene una longitud de 904 metros y alcanza 38.75 metros de altura en su punto más alto ubicado en el arco número 42 de los 68 que componen el conjunto.